# Ateed
Ateed war der Künstlername der deutschen Sängerin Denise Modjallal. Als Ateed veröffentlichte sie im Jahr 2003 das Album Come to Me, dessen gleichnamige Single im September 2003 Platz 50 der deutschen Singlecharts und im Oktober 2003 Platz 56 der britischen Charts erreichte.

## Geschichte
Denise Modjallal wurde in Frankfurt als Tochter einer griechisch- und türkischstämmigen Mutter und eines persischen Vaters geboren und gründete ihre erste Band im Alter von vierzehn Jahren. Die Pop-Gruppe Fusion erreichte mit ihr als Sängerin 1999 Platz 27 der deutschen Single-Charts. Den Künstlernamen Ateed legte sich die Sängerin für ihr 2003 veröffentlichtes Rockalbum Come to Me zu. Die gleichnamige Single war auch als Hintergrundmusik in einem Werbespot für die Kartoffelchips-Marke Pringles zu hören. 
Trotz des Single-Erfolgs in Großbritannien und auch Deutschland, wo sie Platz 50 der Charts erreichte, blieb Ateed ein weiterführender Erfolg verwehrt.
2006 war sie Mitglied der Gruppe „Momentaufnahme“, mit der sie deutschsprachige Titel spielte.

## Diskografie
Singles:
- 2003: Come to Me